# Notoschoenomyza immaculata
Notoschoenomyza immaculata är en tvåvingeart som först beskrevs av Walker 1836.  Notoschoenomyza immaculata ingår i släktet Notoschoenomyza och familjen husflugor. Inga underarter finns listade i Catalogue of Life.